# 长城路街道
长城路街道，是中华人民共和国陕西省榆林市榆阳区下辖的一个街道办事处。
2015年，陕西省民政厅批复同意撤销榆阳镇，设立长城路街道办事处。

## 行政区划
长城路街道下辖以下地区：
榆阳东村、永乐西村、广济北村、广榆村、永乐东村、新乐村、榆阳西村、广济南村、五雷沟村、北岳庙村、红山村、沙河口村、沙河村、吴家梁村、王家楼村、金刚寺村、南川村和官井滩村。